# 箱 (麻雀)

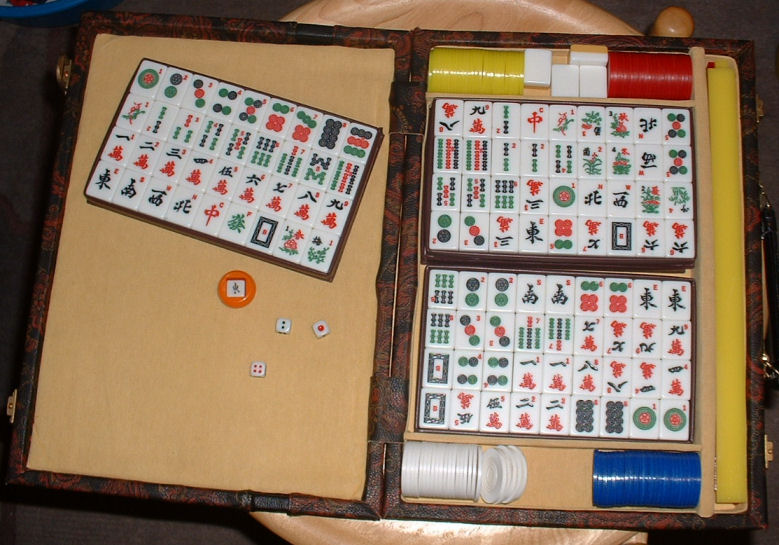
麻雀用具セットの例。牌が片付けられている箱を点棒入れに使う

麻雀における箱（ハコ）とは、持ち点がマイナスであること。ハコテン、ハコ割れ、ハコ下、飛び、ドボンなどとも言う。また、その状態になることを動詞的にハコる、飛ぶなどと言う。麻雀を行う時は一般的に麻雀牌が入っていた4つの箱を点棒入れに使用するが（点箱（てんばこ）と呼ばれる）、その点箱の中身がなくなって「箱だけになる」というのが由来。

## ローカルルールによるハコの定義
ハコになるということはすなわち点数がなくなるということなので、通常はその時点で対局は終了する。そのようなルールのことを「ハコ下なし」（または「飛びあり」、「ドボンあり」）という。ただし、点数がマイナスになったときのみを終了とするか、0点ちょうどでも終了するかはローカルルールによって違いがある。
また、ハコになってもゲームを継続し、不足分を借金（借り分）として扱うルールもある。そのようなルールのことを「ハコ下あり」（または「飛びなし」、「ドボンなし」）という。
「ハコ下なし」で対局が終了した場合、点数の精算のときにマイナス分まで計算する（ハコ下精算あり）場合と、0点で打ち切ってマイナス分は計算しない（ハコ下精算なし）場合がある。また、ハコになった者が、ハコになった局で得点した者へボーナスポイントを差し上げなければならない場合もある。このボーナスポイントを飛び賞（あるいはドボン賞）と呼ぶ。

## ハコった場合の制約
「ハコ下あり」のルールでハコった場合、あるいは立直棒を供託するとハコになる場合は、その局（連荘の東○局○本場も含む）以降、立直棒を供託してもハコにならない点数に回復するまで「立直」の宣言ができず（しても強制的に取り消しとなる）黙聴のみで和了しなければならないのが普通である。ただしゲームボーイの役満のようにマイナスでの立直を認めるルールを適用するケースも存在する。「ハコ下なし」で立直棒を供託するとハコになる場合は、立直を強制的に取り消してアガリ放棄となった上、その局が終了した時点で半荘が終了するのが普通である。
場の状況によっては、救済措置（多めに借金をして、立直がかけられる分の点数をキープする）ルールが適用されることもある。

## 補足
流局親流れで東家（トンチャ、親）が回ってきた時に積み棒が支払えない時もハコにするというルールもある。